# Сефро
Сефро (італ. Sefro) — муніципалітет в Італії, у регіоні Марке,  провінція Мачерата.
Сефро розташоване на відстані близько 145 км на північ від Рима, 70 км на південний захід від Анкони, 45 км на захід від Мачерати.
Населення — 433 особи (2014).
Щорічний фестиваль відбувається 15 серпня. Покровитель — Madonna.

## Демографія
Населення за роками:

Станом на 1 січня 2023 року в муніципалітеті офіційно проживали 93 іноземці з 6 країн, серед них 49 громадян країн Євросоюзу.

## Сусідні муніципалітети
- Камерино
- Ф'юміната
- Пьорако
- Серравалле-ді-К'єнті